# Quint Hateri Antoní
Quint Hateri Antoní (en llatí Quintus Haterius Antoninus) va ser un magistrat romà del segle i. Era probablement fill de Dècim Hateri Agripa.
Va ser cònsol l'any 53. Va dilapidar els béns familiars i als darrers anys va viure d'una pensió assignada per Neró. Sèneca diu que es dedicava a aconseguir llegats d'altres romans.